# Міллінгпорт (Північна Кароліна)
Міллінгпорт (англ. Millingport) — переписна місцевість (CDP) в США, в окрузі Стенлі штату Північна Кароліна. Населення — 588 осіб (2020).

## Географія
Міллінгпорт розташований за координатами 35°22′35″ пн. ш. 80°18′41″ зх. д. / 35.37639° пн. ш. 80.31139° зх. д. (35.376354, -80.311341).  За даними Бюро перепису населення США в 2010 році переписна місцевість мала площу 14,72 км², уся площа — суходіл.

## Демографія
Згідно з переписом 2010 року, у переписній місцевості мешкало 599 осіб у 236 домогосподарствах у складі 173 родин. Густота населення становила 41 особа/км².  Було 256 помешкань (17/км²).
Расовий склад населення:
| - 97,0 % — білих - 1,7 % — азіатів - 0,7 % — чорних або афроамериканців - 0,2 % — корінних американців |

До двох чи більше рас належало 0,3 %. Частка іспаномовних становила 2,0 % від усіх жителів.
За віковим діапазоном населення розподілялося таким чином: 23,5 % — особи молодші 18 років, 65,0 % — особи у віці 18—64 років, 11,5 % — особи у віці 65 років та старші. Медіана віку мешканця становила 41,1 року. На 100 осіб жіночої статі у переписній місцевості припадало 97,0 чоловіків;  на 100 жінок у віці від 18 років та старших — 100,9 чоловіків також старших 18 років.
Середній дохід на одне домашнє господарство  становив 51 765 доларів США (медіана — 46 000), а середній дохід на одну сім'ю — 66 668 доларів (медіана — 73 625). За межею бідності перебувало 17,4 % осіб, у тому числі 64,5 % дітей у віці до 18 років та 15,5 % осіб у віці 65 років та старших.
Цивільне працевлаштоване населення становило 166 осіб. Основні галузі зайнятості: освіта, охорона здоров'я та соціальна допомога — 30,7 %, виробництво — 20,5 %, будівництво — 11,4 %, роздрібна торгівля — 9,0 %.